# Пушка в геральдике
Пушка — негеральдическая искусственная гербовая фигура, возникшая изначально в шведской и русской геральдике в Новое время с XVII века. 
В геральдике почти без исключений артиллерийское орудие этого типа представляется на раннем этапе своего развития — не казнозарадный литой гладкостенный ствол, предназначенный для стрельбы ядрами. 

## Изображение
Существует немалое количество вариантов и сочетаний изображения пушки совместно или рядом с другими геральдическими элементами. Пушечный ствол может изображаться как на двухколёсном полевом лафете, так и отдельно. В последнем случае часто встречаются композиции из перекрещенных пушечных стволов, например в официальной символике артиллерии как рода войск Русской Императорской, Рабоче-крестьянской Красной, Советской и Российской армий. Иногда изображение пушки на гербе дополняется ядрами для неё, сложенными в пирамиду. Пушка на городском гербе обозначает славное военное прошлое города и его жителей, на фамильном — принадлежность членов семьи к военному сословию или совершению ими подвига на поле брани. Очень часто пушки помещают на гербы стрелковых клубов и воинских частей (особенно артиллерийских, но не только). Наиболее известным в России гербом, содержащим изображение пушки, является герб Смоленска.
Варианты и сочетания наиболее популярных геральдических изображений пушки представлены ниже:
- Пушечный ствол (пушка без лафета)
- Пушки (пушечные стволы), положенные накрест
- Пушка на лафете
- Пушка с птицей (жар-птицей), являющейся аллегорией фитиля
- Пушка с ядрами
- Пушка с пламенем из жерла (стреляющая)
- Пушка салютующая

## Галерея

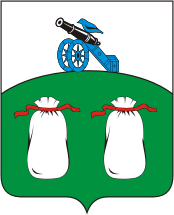
Бельский район Тверской области
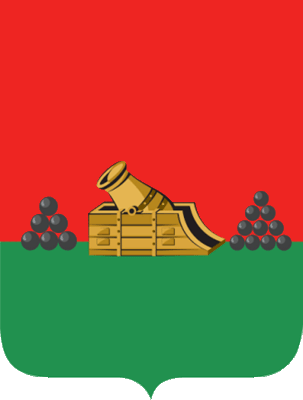
Брянск
Быхов
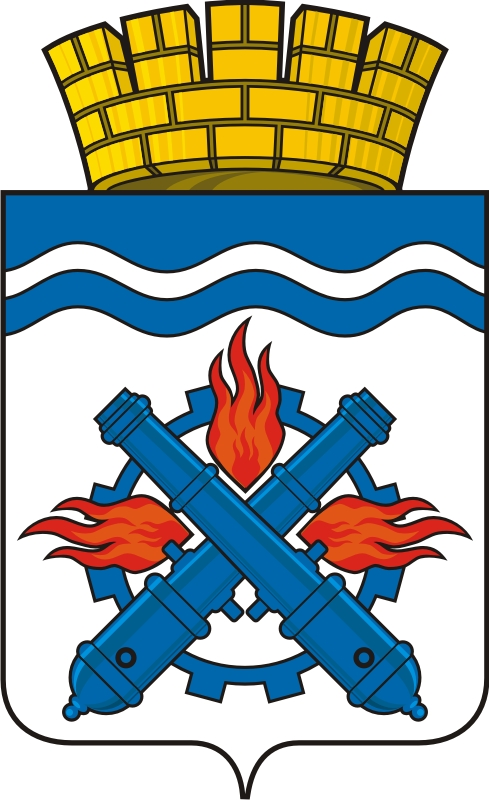
Верхняя Тура
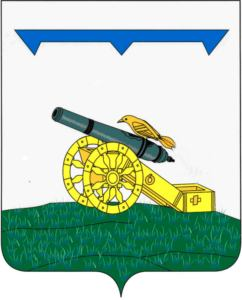
Вязьма
Гондомар
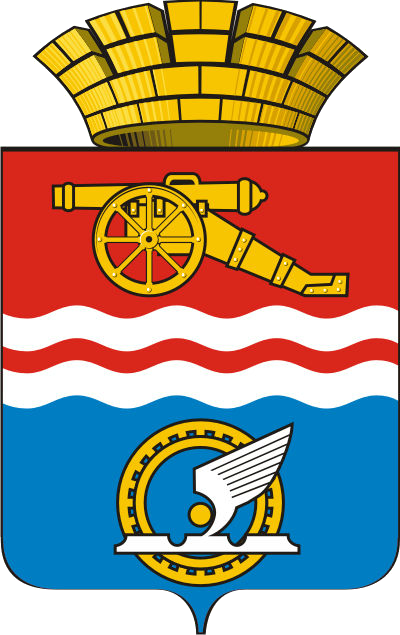
Каменск-Уральский
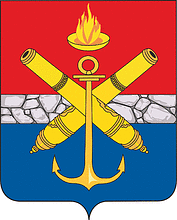
Каменка Пензенской области
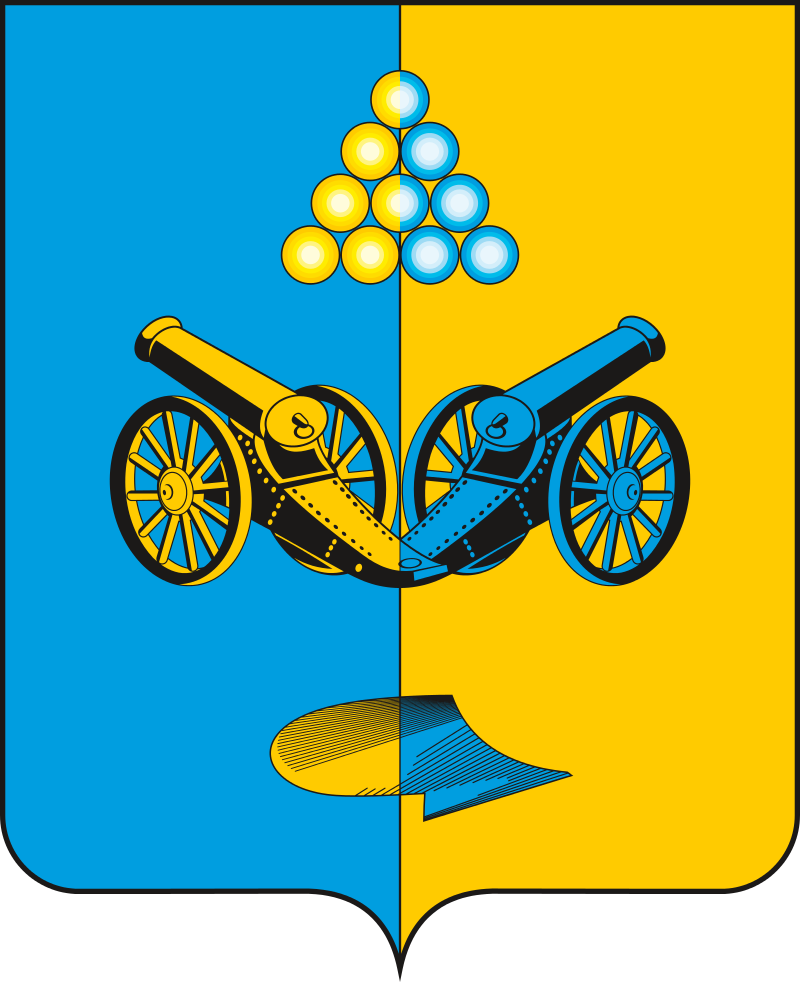
Кировский район Ставрополья
Муниципалитет Алькубьерре
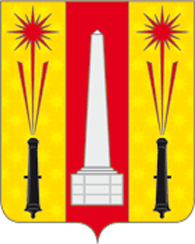
Сельское поселение Хорошево
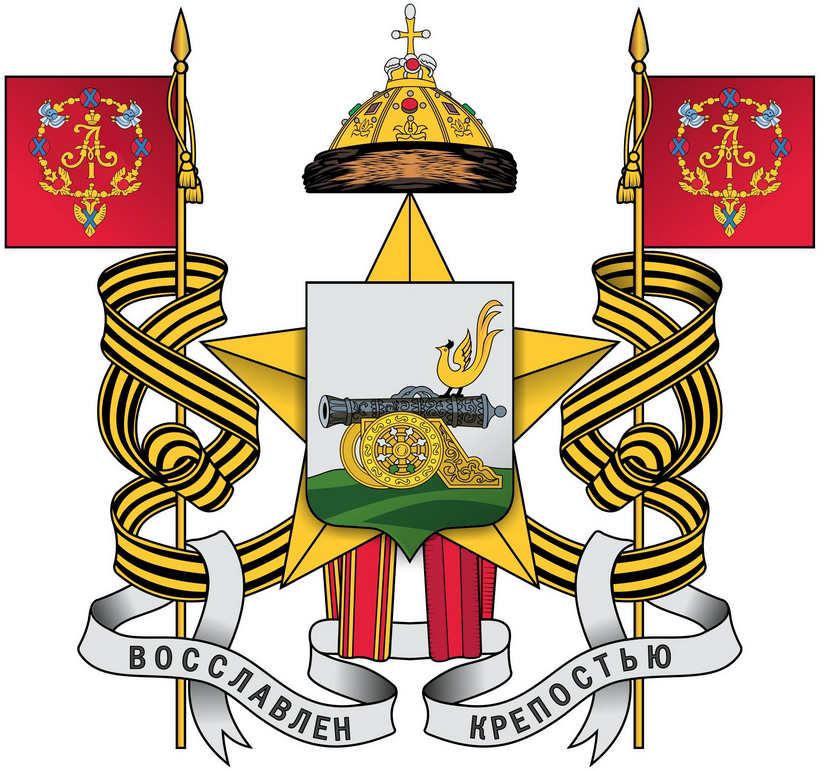
Смоленск
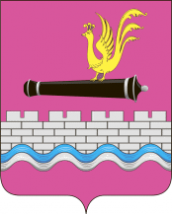
Смоленское сельское поселение
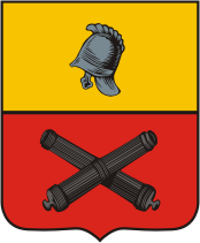
Славяносербск
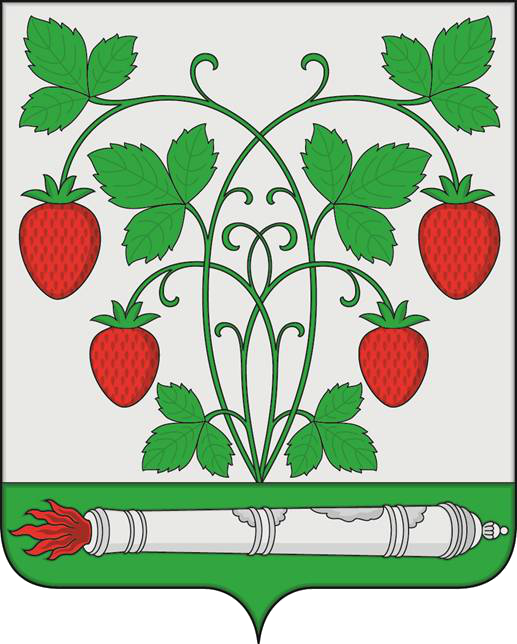
Чистополянское сельское поселение